# Help Me
«Help Me» — песня американского рэп-рок исполнителя Deuce, второй трек и третий сингл с его дебютного студийного альбома Nine Lives. Песня вышла синглом 3 апреля 2012 года.

## Обзор
Песня была записана в 2010 году. То, что песня станет третьим синглом с предстоящего альбома, стало известно с выходом второго сингла «America». 27 марта 2012 года композиция утекла в сеть в плохом качестве. Сингл вышел 3 апреля, через две недели на сайте Hot Topic состоялась премьера видеоклипа.
Песня повествует о конфликте Deuce со своим бывшим лейблом A&M/Octone Records. Все куплеты и припевы исполняет Арон.

## Список композиций
| №  | Название  | Длительность |
| -- | --------- | ------------ |
| 1. | «Help Me» | 4:17         |